# سینما و علم
سینما و علم (انگلیسی: Cinema and Science) یا سینما اَند ساینس که به اختصار «CISCI» نامیده می‌شود، یک پروژهٔ آموزشی اروپایی است که توسط فیزیک‌دان اتریشی «هاینتس اوبرهامر» پایه‌گذاری شد و توسط کمیسیون اروپا حمایتِ مالی می‌شود و به عنوان یک پروژه درخشان از آن تقدیر شده است.
در این پروژه، وقایع یا مسائل علمی و شبه‌علمی ، توسط فیلم‌های عامه‌پسند و ساده، به هشت زبان اروپایی تشریح می‌شود.
با این روش آموزش علم با شاگردان آسان‌تر خواهد بود و آنها علاقهٔ بیشتری به یادگیری علم خواهند داشت و خود را بیش از پیش با آن درگیر می‌کنند.
محتوای آموزشی به‌طور مداوم توسط دانشمندان و آموزگاران تهیه و ارائه می‌شود و ناظران و ویراستارانی با هماهنگی با دانشگاه صنعتی وین، بر کیفیت محتوای آن نظارت دارند.